# Stanisław Balbus
Stanisław Balbus (ur. 8 maja 1942 w Sieradzu. zm. 3 marca 2023 w Krakowie) – polski teoretyk literatury, badacz języka artystycznego; emerytowany profesor Wydziału Polonistyki Uniwersytetu Jagiellońskiego; wykładowca teorii literatury na kierunkach filologii obcych (1969 – 1977) oraz na polonistyce UJ (1978 – 2002). W latach 1994 – 1996 p.o.  kierownika Zakładu Teorii Literatury, 1996 – 2003 kierownik Katedry Teorii Literatury. Wykładał na Uniwersytecie w Göteborgu w 1988 r. Tutor Akademii Artes Liberales. Krytyk literacki (w latach 1967 – 1993). Od 2002 członek komitetu redakcyjnego półrocznika „Przestrzenie Teorii” (Wyd. Naukowe UAM, Poznań).

## Droga zawodowa
- 1966 – magisterium z historii literatury polskiej
- 1975 – doktorat z pogranicza teorii literatury i językoznawstwa
- 1989 – habilitacja z teorii literatury
- 1991 – profesor nadzwyczajny UJ
- 1993 – tytuł profesora
- 2000 – stanowisko profesora zwyczajnego
- 2012 – profesor-emeryt

## Członkostwo w organizacjach naukowych i literackich
- Komisja Historycznoliteracka PAN, Oddział w Krakowie (od 1978)
- Komitet Poetyki i Stylistyki przy Międzynarodowym Komitecie Slawistów (od 1992)
- Komitet Nauk o Literaturze Polskiej PAN (członek prezydium w latach 2000-2003)
- Komisja Kultury Słowian PAU (od 2001; do 2003 wiceprzewodniczący)
- Związek Literatów Polskich (1975 – 1983)
- Polski PEN Club (od 1988)
- Stowarzyszenie Pisarzy Polskich (od 1989, w latach 1991–1994  wiceprezes Oddziału Krakowskiego).

## Zainteresowania badawcze i naukowo-dydaktyczne
Prozodia i wersologia; teoria tekstu artystycznego i języka poetyckiego; teorie kontekstów i semantyki kontekstualne, intertekstualność; semiotyka literacka; poetyka historyczna; translatologia; hermeneutyki literackie oraz problemy i strategie interpretacji poezji; metodologia i historia badań literackich.

### Zainteresowania poboczne
Religioznawstwo (religie pierwotne, biblistyka, patrystyka, dzieje herezji chrześcijańskich, judaizm).

## Publikacje
Około 300 publikacji naukowych, krytyczno-literackich, drobnych literackich oraz opracowań wydawniczych. Publikował (od 1967) w czasopismach naukowych: „Ruch Literacki”, „Pamiętnik Literacki”, „Teksty”, „Teksty Drugie”, „Zeszyty Naukowe UJ”, „Przestrzenie Teorii” oraz literackich: „Życie Literackie”, „Tygodnik Literacki”, „Tygodnik Powszechny”, „Nurt”, „Twórczość”, „Miesięcznik Literacki”, „Arka”, „brulion”, „NaGłos”, „Dekada Literacka”. Sporadyczne przekłady na języki obce (rosyjski, ukraiński, litewski, węgierski, bułgarski, serbski, francuski, angielski).

### Publikacje  książkowe
- Lektury obowiązkowe. Szkice na temat lektur szkolnych, (współredakcja W. Maciąg, współaut. tenże i in.), Ossolineum, Wrocław 1976; wyd. 2 1977; wyd. 3 1979
- Texte littéraire et sa structure acoustique, PWN, Kraków-Warszawa 1981
- Intertekstualność a proces historycznoliteracki, Wydawnictwo Naukowe UJ 1990
- Poezja w czasie marnym. O metafizyce i historiozofii poezji Tadeusza Nowaka, Oficyna Literacka, Kraków 1992
- Między stylami (cz. I: Kompetencje intertekstualne – Dyskusje i propozycje, cz. II: Strategie intertekstualne – Lektury i interpretacje), Wydawnictwo Universitas, Kraków 1993, wyd. 21996
- Świat ze wszystkich stron świata. O Wisławie Szymborskiej, Wydawnictwo Literackie, Kraków 1996
- Zosia, Księgarnia Akademicka, Kraków 2015

### Ważniejsze opracowania edytorskie

#### Naukowe
- Michaił Bachtin, Twórczość Franciszka Rabelais’go a kultura ludowa średniowiecza i renesansu (oprac. literacko-naukowe przekładu, wstęp i komentarze), Wydawnictwo Literackie, Kraków 1975
- Lew Wygotski, Psychologia sztuki (oprac. naukowe przekładu, wstęp i komentarze), Wydawnictwo Literackie, Kraków 1980
- Henryk Markiewicz, Prace wybrane, t. 1-6, (wybór, wstęp, redakcja naukowa, komentarze edytorskie), seria Klasycy Współczesnej Polskiej Myśli Humanistycznej, Wydawnictwo Universitas, Kraków 1995-1998
- (z Włodzimierzem Boleckim) Ostrożnie z literaturą! Materiały z XXVII Konferencji Teoretycznoliterackiej Krynica 1997, praca zbiorowa, Wydawnictwo IBL PAN, Warszawa 2000
- Maria Dłuska, Prace wybrane (wybór, wstęp, redakcja naukowa), t. 1-3, seria Klasycy Współczesnej Myśli Humanistycznej, Wydawnictwo Universitas, Kraków 2002
- (z Edwardem Balcerzanem) Stulecie Przybosia, Zbiór rozpraw, Wydawnictwo Naukowe UAM, Poznań 2002
- (z Andrzejem Hejmejem) Intersemiotyczność. Związki literatury z innymi sztukami, Wydawnictwo Universitas, Kraków 2004

#### Literackie
- Tadeusz Nowak, I co na niebie, i co jest na ziemi. Wiersze z lat 1949-1991 (opracowanie krytyczne tekstów, wybór, układ, posłowie, komentarze edyt.), Oficyna Literacka, Kraków 1995
- Kornel Filipowicz, Rozstanie i spotkanie. Opowiadania ostatnie (wybór i posłowie), Wydawnictwo Znak, Kraków 1995
- (z Dorotą Wojdą) Radość czytania Szymborskiej. Wybór tekstów krytycznych z lat 1953-1996, Wydawnictwo Znak, Kraków 1996
- Tadeusz Nowak, Jeszcze ich widzę, słyszę jeszcze. – Jak w rozbitym lustrze (opracowanie maszynopisów ze spuścizny pośmiertnej oraz posłowie), Wydawnictwo Literackie Muza, Warszawa 1999.
- Tadeusz Nowak, Bramy czułości (wybór, układ i posłowie), Wydawnictwo Archidiecezji Lubelskiej Gaudium, Lublin 2006.

## Nagrody i odznaczenia
- Nagroda Ministra Nauki i Szkolnictwa Wyższego (1981, 1993)
- Nagroda literacka im. Kazimierza Wyki[4] (1992)
- Nagroda naukowa Wydziału I PAN im. Aleksandra Brucknera (1993)
- Medal Komisji Edukacji Narodowej (1999)
- Złoty Krzyż Zasługi (2000)
- Nagroda Krakowska Książka Miesiąca (czerwiec 2015 za książkę Zosia, Wydawnictwo Księgarnia Akademicka)
- Odznaka Honoris Gratia (2019)

Zażyczył sobie aby jego ciało, po śmierci, zostało przekazane dla celów naukowo-dydaktycznych Katedrze Anatomii Collegium Medicum Uniwersytetu Jagiellońskiego.